# Riley Reid
Ashley Mathews (Loxahatchee (Palm Beach County), 9 juli 1991), beter bekend als Riley Reid, is een Amerikaanse pornoactrice. Ze werkte kort als stripper voordat ze in 2010, op 19-jarige leeftijd, de pornofilmindustrie betrad. Sindsdien won ze talloze prijzen, waaronder de 2016 AVN Award for Female Performer of the Year en de XBIZ Award voor beste VR-seksscène in 2017.

## Carrière
Reid begon haar volwassen filmcarrière in 2011 als 19-jarige onder het pseudoniem Paige Riley. In 2013 plaatste LA Weekly haar achtste op hun lijst van "10 pornosterren die de volgende Jenna Jameson zouden kunnen zijn".  Ze werd ook geplaatst op CNBC's lijst van "The Dirty Dozen: Porn's Most Popular Stars" in 2014, 2015 en 2016. Reid won de XBIZ Awards voor Best New Starlet in 2013 en Female Performer of the Year in 2014, waarmee ze de eerste was die beide prijzen ooit in opeenvolgende jaren had gewonnen. Ze won ook elke XBIZ Award waarvoor ze in 2014 was genomineerd. In 2014 deed Reid haar eerste interraciale seksscène in Mandingo Massacre 6, waarvoor ze een AVN Award won.
Reid is een Fleshlight Girl en heeft haar eigen productlijn bij het bedrijf met een fleshlight anatomisch gevormd naar haar eigen vagina.

## Films (selectie)
- Little Big: Boobs (2024) - videoclip
- FCK News Vol. 6 (2021)
- World of BangBros: Wet & Wild #4 (2021)
- Pussy Is the Best Medicine 4 (2021)
- Deep Inside Riley Reid (2020) - compilatie
- 16 Hours of Pure Talent (2020) - compilatie
- Riley Reid: My Parents Hate that I Do Porn (2020) - kortfilm
- Wet Hot Summer Vol. 6 (2020)
- Paranormal (2020)
- My Step-Daughter's Secret Diary (2020)
- Nympho Nurses & Dirty Doctors 4 (2020)
- Blacked: Interracial Icon Vol. 14 (2020)
- Busting the Babysitter 4 (2019)
- One Taste (2019)
- Raw 37 (2019)
- Best Fuckin' Friends (2019)
- Girls Only 4 (2019)
- Vixen: Icons Vol. 3 (2019)
- I Am Riley (2019) - pornodocumentaire
- Blacked Raw V23 (2019)
- Blacked: Interracial Icon Vol. 10 (2019)
- Tushy Raw V1 (2019)
- Evil Super Squirters (2018) - compilatie
- Squirt-Mania (2018) - compilatie
- Before They Were Stars (2018) - compilatie
- All Girls No Toys (2018) - compilatie
- Thrilla in Vanilla 12 (2018)
- Everyone Wants Riley (2018)
- Sun-Lit Volume 3 (2018)
- Girlsway Crew (2018)
- Group Sex (2018)
- Blacked Raw V9 (2018)
- Blacked Raw V5 (2018)
- DP Masters 6 (2018)
- True Anal Sex (2018)
- True Anal: True Anal All Stars (2018)
- For the Love of Lesbians 2 (2017) - compilatie
- Performers of the Year 2017 (2017)
- The Dark Side of Riley Reid (2017) - compilatie
- Interracial Surrender 7 (2017)
- Guilty Pleasures (2017)
- Girls That Like Girls (2017)
- Prison Sluts (2017)
- Binging on Bush (2017)
- Anal Threesomes Vol. 3 (2017)
- The Gangbang of Riley Reid (2017)
- The Submission of Emma Marx: Evolved (2017)
- Threesome Fantasies Vol. 1 (2017)
- Riley Reid & Her Girlfriends (2017)
- 16 Hours of Pure Bush #1 (2016) - compilatie
- All Tied Up (2016) - compilatie
- White Bitch Sandwich #5 (2016)
- Lesbians At Sea (2016)
- Sibling Rivalry (2016)
- Come Play With Us (2016)
- Missing: A Lesbian Crime Story (2016)
- Flashback (2016)
- Young & Beautiful Vol. 1 (2016)
- Mommy Takes a Squirt (2016)
- Squirt Squad (2016) - compilatie
- Everybody Loves Riley Reid (2016) - compilatie
- Riley Reid & Friends: Cam Adventures (2016)
- Blacked: Interracial & Anal Vol. 3 (2016)
- The Riley Reid Experience (2016)
- The Submission of Emma Marx: Exposed (2016)
- We Live Together Vol. 41 (2015)
- We Live Together Vol. 39 (2015)
- Shane Diesel F'd My Wife 2 (2015)
- Watching My Hotwife 2 (2015)
- She's Gonna Squirt 7 (2015)
- Being Riley (2015)
- The Submission of Emma Marx: Boundaries (2015)
- The Hair Down There (2014) - compilatie
- Cuckold Sessions #16 (2014)
- The Cum Exchange (2014)
- Who's Your Daddy? Vol.16 (2014)
- Yoga for Lovers: A How to Guide for Amazing Sex (2014)
- Young and Juicy (2014)
- Mandingo Massacre 6 (2014)
- The Submission of Emma Marx (2013)
- The Sexual Desires of Riley Reid (2013) - compilatie
- Black Owned 5 (2013)
- Fuck Me and My BFF #7 (2013)
- Massive Facials 6 (2013)
- Oil Overload #10 (2013)
- All Natural Glamour Solos 4 (2013)
- Squirt Gasms! (2013)
- Pretty Little Fuck Doll: Riley Reid's Public Disgrace! (2013)
- Step Sister Slut: Featuring Riley Reid (2013)
- Orgy Masters #3 (2013)

- The Exhibitionist (2013)

- Grease XXX: A Parody (2013)
- Daddy's Girls (2013)
- Girl Fever (2013)
- The Seduction of Riley Reid: An All Girl Gang Bang Fantasy (2013)
- Laverne & Shirley XXX: A DreamZone Parody (2013)
- Babysitter Diaries 11 (2013)
- American Cocksucking Sluts 3 (2013)
- Lesbian Seductions Older/Younger Vol. 43 (2012)
- Cumshot Eruptions (2012)
- Teen Babysitters 3 (2012)
- Squirtamania #26 (2012)
- Corrupt Schoolgirls, Vol. 2 (2012)
- The Babysitter Volume 6 (2012)
- Sweet Tasty Feet (2012)
- Slurpy Throatsluts (2012)
- Revenge of the Petites (2012)
- Babysitter Diaries 7 (2012)
- The Friend Zone (2012)
- Ultimate Fuck Toy: Riley Reid (2012)

- Angel Face 2 (2011)

- Cougars Crave Young Kittens 8 (2011)
- Teen Hitchhikers (2010)

- Gemeinsame Normdatei: 1203169248
- MusicBrainz: b71e781e-a51c-4f40-9537-c23f82d4ed01
- Virtual International Authority File: 2520158005994602100001

 Portaal film · Portaal seksualiteit